# Музичка школа „Јосиф Маринковић” Вршац
Музичка школа „Јосиф Маринковић” једна је од школа у Вршцу. Налази се у улици Трг победе 4. Назив је добила по Јосифу Маринковићу, српском композитору и хоровођи, ствараоцу првенствено лирског сензибилитета и једном од највећих композитора Србије са краја 19. и почетка 20. века.

## Историјат
Музичка школа „Јосиф Маринковић” је отворена 1. септембра 1938, у пар наврата је затварана, а до 1955. године је радила под називом „Градска музичка школа”. Од 1955. се музичка уметност учила у кућама, на приватним часовима и полагала ванредно у већим местима која су имала музичку школу. Овакав образовни процес спроводио се до 1997. године када се прво оформило издвојено одељење зрењанинске Музичке школе. Годину дана касније је отворена Основна музичка школа „Јосиф Маринковић” са шездесет и пет ученика. Од 2000. организују циклус концерата „Музиком до ваших срца”. Захваљујући бројним наградама на такмичењима проглашени су за успешну и тада најмлађу Музичку школу у земљи, а 2006. године су стекли услове за проширење. Основна музичка школа је 2008. регистрована у средњу музичку школу па је променила назив у Музичка школа „Јосиф Маринковић” и средње стручно образовање је верификовано за Одсек музичког сарадника, Одсек за етномузикологију и Одсек за извођача класичне музике, а од 2012. и за Одсек за џез музику. Сарађују са дувачким одсеком Музичке школе „Јосип Славенски” из Београда, наставницима солфеђа Музичке школе „Јосип Славенски” из Новог Сада, Одсеком за џез музику из Суботице и са Музичком школом „Коста Манојловић” из Земуна, као и са Катедром за џез и популарну музику Факултета музичке уметности Универзитета у Београду и Академијом уметности Универзитета у Новом Саду, са академијом из Беча, Музичком школом из Љубљане, Музичком школом „Јон Виду” из Темишвара и „Филарет Барбу” из Лугоша. Музичка школа „Јосиф Маринковић” је учествовала у формирању и реализацији првог Европског хорског инклузивног фестивала „Срца у хармонији” у Новом Саду 2011, у организовању Републичког такмичења хорова и оркестара основних музичких школа Србије, „Националне концертне сезоне” и државне концертне сезоне „Tour de sax”. Данас се и у Основној и Средњој музичкој школи настава одвија на петнаест инструмената.